# Psilotrichum axillare
Psilotrichum axillare är en amarantväxtart som beskrevs av Charles Baron Clarke. Psilotrichum axillare ingår i släktet Psilotrichum och familjen amarantväxter. Inga underarter finns listade i Catalogue of Life.